# Ковкост
Ковкостта е способността на дадено вещество да се деформира под сила на свиване, което често се характеризира като способността на материала да се накове във вид на пластина при удар.
Ковкостта е изключително важна в металообработката, тъй като материалите, които лесно образуват пукнатини и се разрушават под напрежение, не могат да се манипулират чрез металообработващи процеси, като коване с чук, валцуване, изтегляне на нишки или екструдиране. Ковките материали могат да се оформят при студени условия, използвайки щамповане или пресоване, докато крехките материали могат да се леят или термоформоват.
Високи нива на ковкост могат да настъпят вследствие на метални връзки, които се срещат главно у металите, което води до общото възприятие, че металите са ковки по принцип. При металните връзки, електроните на валентната обвивка се местят и се споделят между много атоми. Преместените електрони позволяват на металните атоми да се плъзгат един покрай друг, без да стават обект на големи сили на отблъскване, които иначе при други материали биха довели до образуване на пукнатини.
При обработката на метали и сплави на ковкостта влияят редица фактори: съставът и структурата на деформируемия материал, видът на напрежението, нееднородността на деформацията, скоростта на деформацията, температурата и други. Смяната на определени параметри може да повлияе на пластичността и ковкостта на материала.